# 83
El año 83 (LXXXIII) fue un año común comenzado en miércoles del calendario juliano, en vigor en aquella fecha.
En el Imperio romano, era conocido como el Año del consulado de Augusto y Rufo (o menos frecuentemente, año 836 Ab urbe condita). La denominación 83 para este año ha sido usado desde principios del período medieval, cuando el Anno Domini se convirtió en el método prevalente en Europa para nombrar a los años.

## Acontecimientos
- Britania se convierte en provincia romana. Con el fin de Boadicea se puso fin a la resistencia británica contra los romanos dando inicio así al asentamiento de las costumbres y política del imperio en la isla. La paz duraría más de trescientos años.